# Партизанска агада
Партизанска агада је јединствена пасхална пародија из времена Холокауста. Написао ју је и изводио млади југословенски партизан јеврејског порекла Шалом - Шани Алтарац. Партизанска агада први пут је изведена на Пасху 1944. године. У тренутку праизведбе у партизанском позоришту испуњавала је крајње ангажоване друштвене функције, од увесељавања бораца и избеглица до саветовања и васпитавања.
Партизанска агада је јединствен и непоновљив перформативни текст из времена Холокауста, који говори о Холокаусту на један карневалски начин. После рата постала и незванични део званичне колективне пасхалне вечере у Јеврејској општини Сарајево. Малобројни босански Јевреји који су преживјели терор у Независној Држави Хрватској Холокауста су се сећали кроз овај хумористички текст у тежњи да успоставе противтежу митологизованом наративу о Холокаусту у тадашњој СФРЈ, у коме су се губили стварни људски обриси појединачних жртава.

## Историјска позадина

### Хагада
Сарајевски Јевреји су говорили и писали на ладину, или јудео-шпанском, од свог доласка из Шпаније у 15. веку. Чувена Сарајевска Хагада, илуминирани рукопис сефардске литургије, један је од најстаријих физичких текстова Хагаде који још увек постоји. Највероватније је написан у Шпанији у 14. веку и донели су је на Балкан Јевреји Сефарди који су побегли од инквизиције. Током Пасхе традиционална Хагада је рецитована на хебрејском, а затим поновљена на ладину. Како су секуларизација и асимилација умањили знање о ладину у заједници, Хагада се сада рецитује и на српскохрватском. Пасхална Хагада је један од ретких литургијских текстова који се у целини изводи и на народном, јеврејско-шпанском језику (ладино), како би се обезбедило учешће жена и деце у централном годишњем кућном обреду — Пасхи. Током прве пасхалне ноћи традиционално се одржава седер или обредна вечера, библијом инспирисан породични ритуални обед који је своју данашњу, постхрамску форму добио у другом веку нове ере, уз минималне обичајне разлике у различитим јеврејским заједницама. Пасхална агада је текст који је произашао из самог обреда, а њено читање је оквир самог обреда.

### Пасхална пародија
Пасхална пародија је један жанр сефардске хумористичне књижевности који је тек недавно почео да се проучава. Први је на њега скренуо пажњу др Елиезер Папо, виши предавач на одељењу за хебрејску књижевност Универзитета Бен-Гурион у Негеви.
Код сефардских Јевреја је све до Холокауста примарна грана пародије била пародија сакра. Како је Хагада била један од најпопуларнијих сакралних текстова, није чудно што је постала омиљени хипотекст сефардских пародиста, из чега се развила пасхална пародија. Данас је познато стотинак пасхалних пародија. Већина је настала током друге половине 19. и прве половине 20. века, првенствено на Балкану, али и у Тел Авиву, Њујорку, Курасау и Бечу.
Традиција ових сакралних пародија почиње у средњовековној Шпанији као спој хришћанског пролећног карневала са исламским књижевним и музичким обрасцима. Након протеривања Јевреја 1492. године пародије на Хагаду постале су средство за јеврејске заједнице у сефардској дијаспори да превазиђу савремене проблеме са којима су се суочавале. Тако је једна пасхалних пародија написана у Смирни 1919. након распада Отоманског царства и прича о томе како су Јевреји дошли у Турску и напредовали, али се онда појавио нови султан који их је злостављао. Још једна пародија из Њујорка из 1923. осуђује подизање цена од стране Великог Матзаха пре празника, а 2021, у време трајања пандемије ковида 19, написана је „Agada de la Corona - Корона Хагада, као сведочанство о овој ситуацији. Позивајући се на традиционални текст Хагаде ова пародија прича о „рабину” Алберту Бурли, извршном директору компаније Фајзер, грчко-сефардског порекла.  Говори о томе како „нас је велики солунски Јеврејин ослободио снажном вакцином у нашој испруженој руци. Да није било тога, наша деца и њихова деца би и даље носили маске”.

## ОПартизанској агади
Партизанска агада Шалома - Шанија Алтараца је једна од најнесвакидашњијих сефардских пасхалних пародија. Написана је на слободној југословенској територији, у Кордуну, Лици и Банији 1944. године. Док су остале сефардске пародије на Пасхалну агаду биле првенствено текстуалног карактера, објављиване као празнични додаци хумористичким сефардским листовима, и биле намењене за појединачно читање „у себи“, Шанијева Партизанска агада представља праву стендап комедију, у време када се за овај вид забаве на Балкану још није знало. Док оригинална Хагада говори о путовању јеврејског народа из Египта, Партизанска агада говори о лутањима јевреја партизана кроз непријатељска села дубље у окупаторске линије.
Упркос релативно скромном обиму, Партизанска агада је важно дело. У опусу сефардских пародија Пасхалне агаде она је јединствена. У тренутку када је први пут изведена у партизанском позоришту, крајем Другог светског рата, испуњавала је крајње ангажовану друштвену функцију. Поред сатиричне функције, чији је циљ био да увесељава публику, имала је и дидактичку улогу. Поучавала је јеврејске цивиле на слободној територији да их Савезници никада неће евакуисати у јужну Италију, те да нереалне наде замене практичнијим уклапањем у живот на ослобођеној територији. Аутор Партизанске агаде је партизански борац Шалом - Шани Алтарац, задужен за културни рад са другим борцима и позадином - јеврејским избјеглицама и локалним цивилима на слободној територији.
Током Пасхе традиционална Хагада рецитовала се прво на хебрејском, а затим је понављана на ладину. Како су секуларизација и асимилација умањили знање о ладину у заједници, Хагада се касније рецитовала и на српскохрватском. Текст Партизанске Хагаде укључује све ове језике. Поред јеврејско-шпанских и српско-хрватске пасусе, који су се обраћали и јеврејској и нејеврејској публици. Почиње узимањем хебрејског оригинала и за сваки ред нуди неповезану, али духовиту риму на српско-хрватском. Алтарац је ову оригиналну пародију поставио на исте мелодије на које се пева и традиционална Хагада. Своју музичку реинтерпретацију пратио је на гитари око логорске ватре, док су партизани логоровали у забаченим шумама Хрватске.
У комунистичкој Југославији првобитна функција Партизанске агаде је битно измењена. Уз улогу увесељавања добила је и улогу калеидоскопа колективног сећања. После рата постала и незванични део званичне колективне пасхалне вечере у Јеврејској општини Сарајево. Малобројни босански Јевреји који су преживјели терор у Независној Држави Хрватској Холокауста су се сећали кроз овај хумористички текст у тежњи да успоставе противтежу митологизованом наративу о Холокаусту у тадашњој СФРЈ, у коме су се губили стварни људски обриси појединачних жртава.
Јединствености Партизанске агаде потиче из њене театарске природе, насупрот потпуној текстуалности других дела која припадају опусу сефардских пародија Пасхалне агаде. Уз то, Алтарац развија оргиналне стратегије интерполације одломака изворног хебрејског текста Пасхалне агаде као и других хебрејских литургијских текстова, упркос чињеници да његова публика не влада хебрејским у пуној мери, што такође доприноси јединствености овог дела. У свим другим, данас познатим примерима овог жанра хебрејској компоненти додељена је улога својеврсног путоказа - сведена је на наслов или референцу која упућује на хипотекст и ништа више. Само у Партизанској агади овај елемент је важно отеловљење ауторових поетских стратегија и има кључну улогу у хумористичкој интонацији текста.

### Шалом - Шани Алтарац
Алтарац је био талентован музичар и шаљивџија из сарајевске породице истакнутих кантора. Поред тога што се борио, био је задужен и за забаву бораца и избеглих цивила. Био је припадник Рабске бригаде, 24. дивизије Партизанског одреда Народноослободилачке војске Југославије. У овом одреду било је 250 јеврејских бораца, међу којима је било много тинејџера. Пошто су претходно побегли из Босне, били су интернирани од стране Италијана у Хрватској. Побегли су из италијанског логора на острву Раб, прешли планине кроз територију коју су контролисали четници и придружили се армији маршала Јосипа Броза Тита. Скоро 5.000 Јевреја, што чини 10 процената целокупне предратне југословенске јеврејске популације, приступило је партизанима. Лако су се уздигли у партизанским редовима због непостојања институционалног антисемитизма.
После рата Алтарац је наставио да пише и забавља током јеврејских празника, пишући годишње комичне музичке ревије за Хануку и Пурим. На заједничком седеру почетком 1950-их, неки од његових бивших ратних другова охрабрили су га да оживи свој стари класик. Алтарацов наступ и Сарајевска агада био је врхунац заједничког седера све до његове смрти, 70-их година. Ово његово дело је  јединствен пример хумористичког дела написаног током холокауста и наставак дугогодишње сефардске традиције пасхалне пародије Хагаде, али вероватно једина коју је написао борац и преживели током Другог светског рата.

### Елиезер Папо
Др Елиезер Папо рођен је 1969. године у Сарајеву. Од 1991. године живи и ради у Јерусалиму. Професор је сефардске књижевности на Универзитету Бен-Гурион у Негеву, где управља и „Моше Давид Гаон” центром за сефардске студије. Истовремено, Папо председава и међународним научним друштвом „Сефарад”, које окупља стручњаке из различитих области сефардских студија. Редовни је члан Израелске националне академије за ладино и дописни члан Шпанске краљевске академије. Главни је уредник часописа Ел Презенте – журнала за сефардске студије.
За Партизанску агаду Папо се заинтересовао још као средњошколац и управо захваљујући овом тексту почео да проучава пасхалну пародију као жанр карактеристичан за сефардску поезију. Открио је десетине сличних текстова насталих у Европи, Америци и на Блиском истоку. Најстарији потиче из Курасаа, холандске карипске колоније и настао је 1778. године, а најновији из Арапско-израелског рата 1948. године. Године 2014. године његова књига на тему пасхалне пародије And Thou Shall Jest with Your Son: Judeo-Spanish Parodies on the Passover Haggadah добила је престижну награду Бен-Цви. Објавио је педесетак чланака на десет језика о различитим аспектима сефардске културе и књижевности, као и четири белетристичка дела – једно на ладино и три на српскохрватском језику. У својој књизи Борба, дух и опстанак - Партизанска агада Папо описује важност овог дела за партизане и њихову заједницу, очување њихове приче као и јеврејски допринос борби југословенских народа током Другог светског рата.